# 체글레드

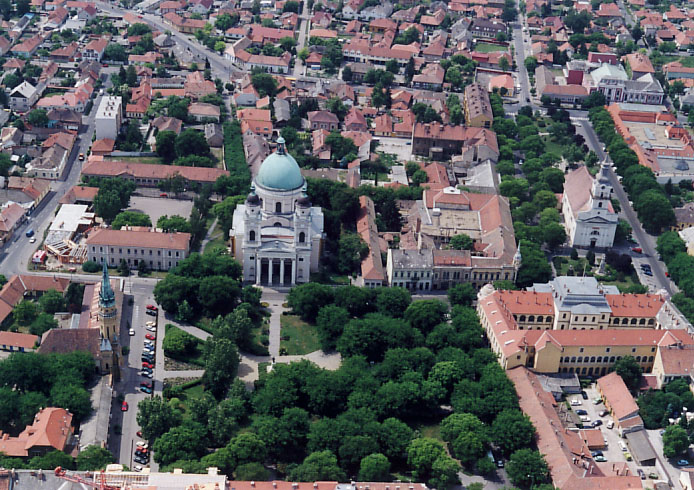
체글레드 시가지

체글레드(헝가리어: Cegléd)는 헝가리 중부 페슈트 주에 있는 도시이다. 면적은 244.87km2, 인구는 38,220명(2004년 기준), 인구 밀도는 156.08명/km2이다. 부다페스트(헝가리의 수도)에서 남동쪽으로 약 70km 정도 떨어진 곳에 위치한다.